# Diellia brownii
Diellia brownii là một loài dương xỉ trong họ Aspleniaceae. Loài này được E.Brown mô tả khoa học đầu tiên năm 1931.
Danh pháp khoa học của loài này chưa được làm sáng tỏ. 